# Санкт-Галлен (избирательный округ)
Санкт-Галлен (нем. St. Gallen) — избирательный округ в Швейцарии (административные округа в данном кантоне отсутствуют). Центр округа — город Санкт-Галлен.
Округ входит в кантон Санкт-Галлен. Занимает площадь 157,54 км². Население 113 320 чел. Официальный код — 1721.

## Коммуны округа
| Герб         | Коммуна      | Население (2005) | Площадь км² | Официальный код |
| ------------ | ------------ | ---------------- | ----------- | --------------- |
| Андвиль      | Андвиль      | 1713             | 6,29        | 3441            |
| Эггерсрит    | Эггерсрит    | 2178             | 8,82        | 3212            |
| Гайзервальд  | Гайзервальд  | 7985             | 12,64       | 3442            |
| Госсау       | Госсау       | 17 020           | 27,51       | 3443            |
| Хеггеншвиль  | Хеггеншвиль  | 1166             | 9,10        | 3201            |
| Муолен       | Муолен       | 1111             | 10,30       | 3202            |
| Санкт-Галлен | Санкт-Галлен | 70 316           | 39,41       | 3203            |
| Вальдкирх    | Вальдкирх    | 3183             | 31,25       | 3444            |
| Виттенбах    | Виттенбах    | 8648             | 12,22       | 3204            |
|              | Итого (9)    | 113 320          | 157,54      | 1721            |